# Bracon ramosus
Bracon ramosus är en stekelart som beskrevs av Niezabitowski 1910. Bracon ramosus ingår i släktet Bracon och familjen bracksteklar. Utöver nominatformen finns också underarten B. r. nitidissimus.